# 演習林
演習林（えんしゅうりん）とは、大学や高等学校が設置する、林学の研究や教育のための実習林・実験林である。研究・教育のほか、高等学校などとの連携授業や市民向けの公開講座などでも利用される。

## 変遷

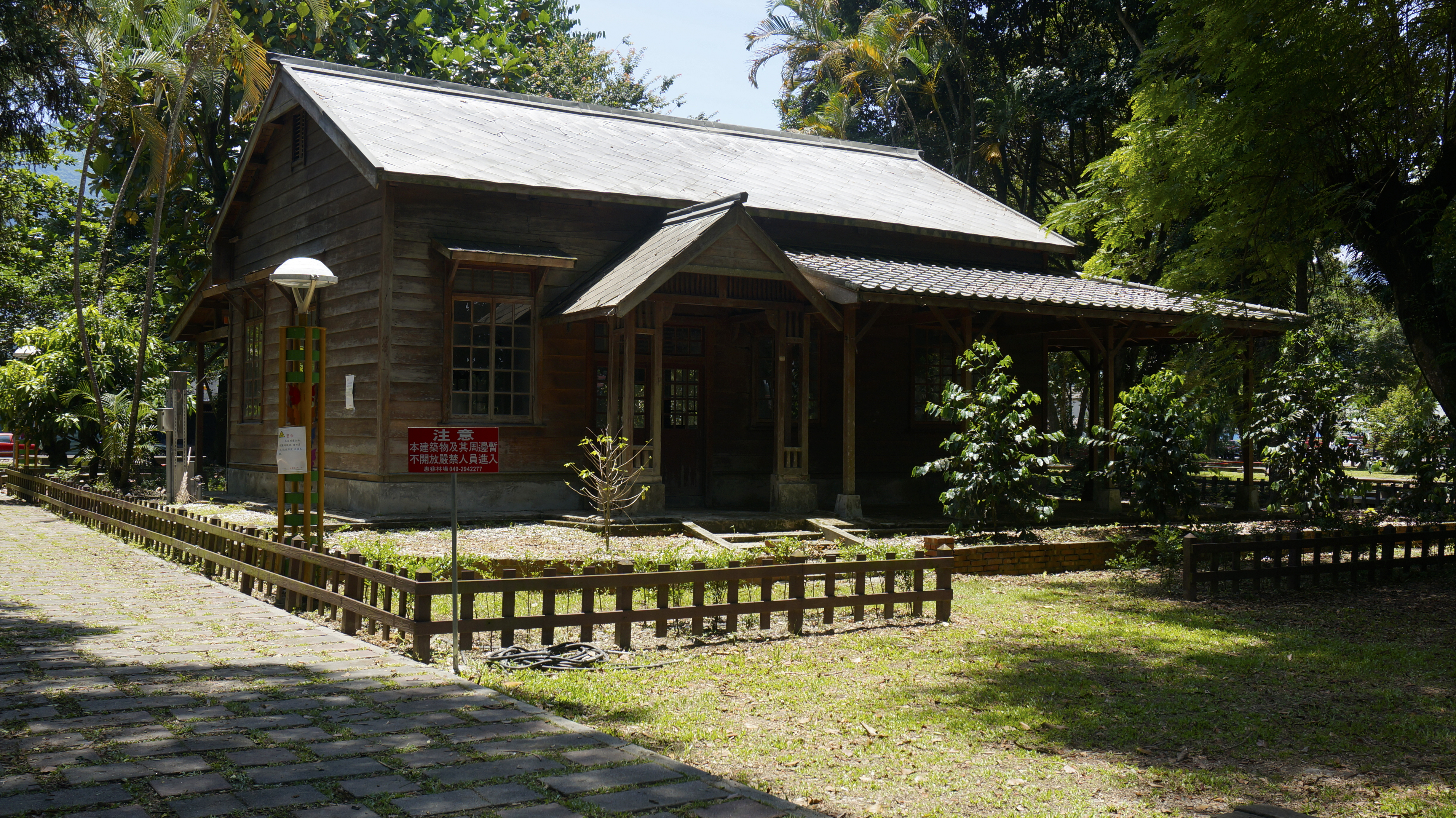
旧北海道帝国大学農学部附属台湾演習林事務所（南投県埔里鎮）

日本における初めての演習林は、1894年に創設された帝国大学農科大学千葉演習林（現、東京大学大学院農学生命科学研究科附属演習林千葉演習林）である。1899年に北海道演習林が内務省から移管されている。また、日本の海外領土の拡大にしたがって、帝国大学は国内にとどまらず、樺太・朝鮮・台湾といった海外領土に広大な演習林を得ていた。1902年に台湾、1912年に朝鮮、1914年には樺太の各演習林が設置される。この外地3演習林は総面積が80000ha近くに及ぶ広大なものとして知られる。
京都と九州の2つの後発の帝国大学でも農学部・林学科の設置以前に既に海外演習林を入手していて、これらは教育・研究目的以上に財政基盤として大きな役割を持っていた事実がある。京都帝国大学は1908年に台湾総督府から演習林を移管され、その後も1912年に朝鮮総督府から、1916年に樺太庁から演習林を移管されて農学部設置前にしてその演習林の総面積は数万haに達していた。
九州帝国大学は農学部設置計画が具体化するかなり前の1911年には早くも当時の日本の海外領である樺太に20336ha、朝鮮に16888ha、翌1912年には台湾総督府から2112haの所管替えを受けて、広大な演習林を入手している。また林学科設置と共に1921年福岡県内に早良演習林53ha、粕屋演習林367haが設けられる。さらに1925年には朝鮮北部に4600ha、1938年には宮崎県に2900haの宮崎演習林を取得している。戦時中にはボルネオ島に演習林設置の計画も立てられているが実現を前にして敗戦となる。
前述のように、林学科を設置していた四帝国大学は、日本の海外領土であった樺太・朝鮮・台湾に広大な演習林を保有していた。帝国大学海外演習林は教育・研究の他に、財政的な意味でも大きく各大学に貢献していたが、日本の敗戦により当然これらを失っている。ただ、九州大学は樺太演習林の代わりの北海道演習林を北海道庁との交渉により得ている。
一方で、高等農林学校では、農商務省が官有林無償移管をある時期から拒否したため、開校時に演習林を収得できないところもあった。辛うじて得られたそれも、数万ha以上の帝国大学に対して10分の1や100分の1の規模であり、その格差は歴然としていた。

## 日本の主な演習林

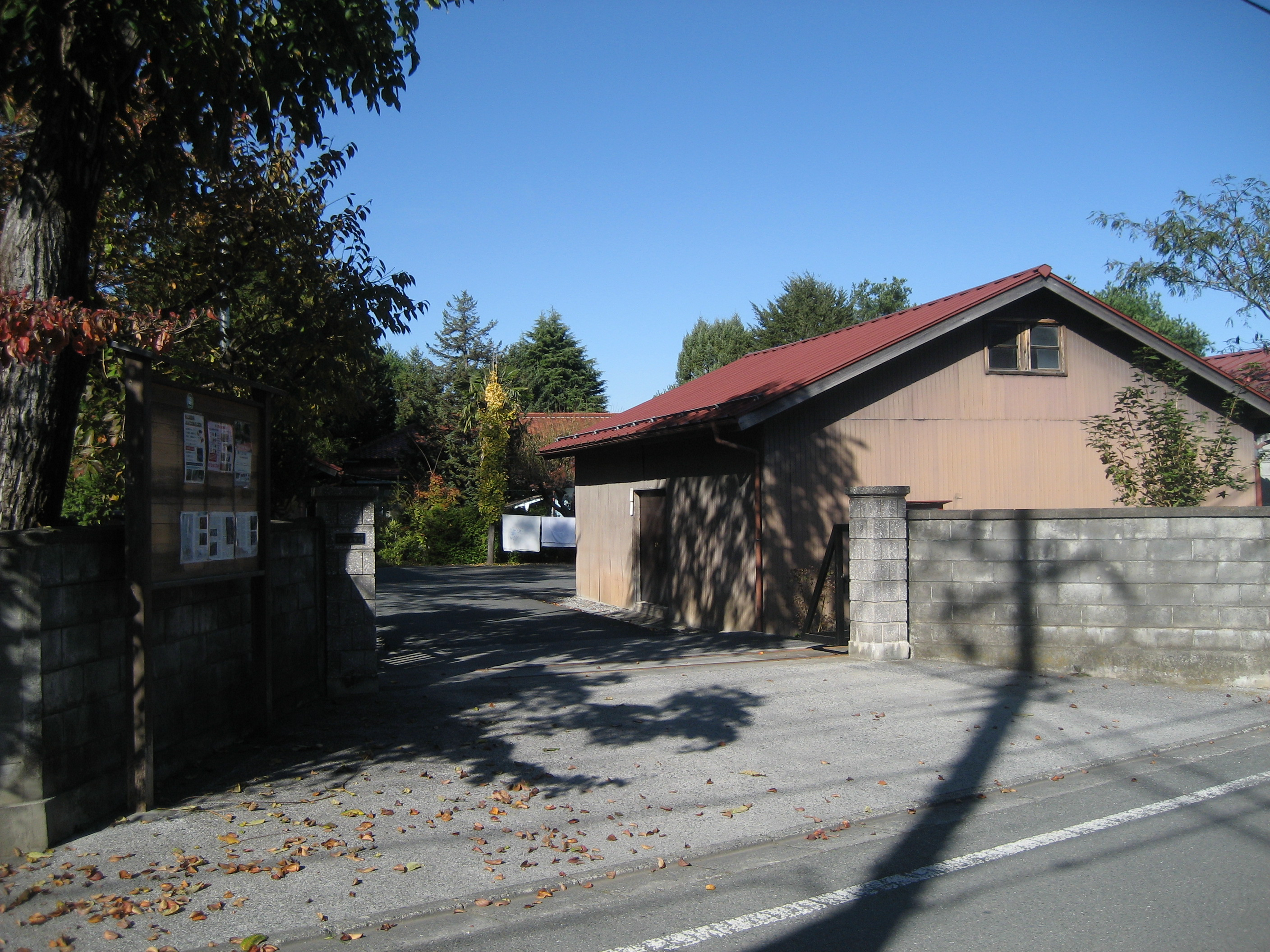
東京大学秩父演習林

- 北海道大学北方生物圏フィールド科学センター森林圏ステーション[2]
  - 天塩研究林
  - 中川研究林
  - 雨龍研究林
  - 札幌研究林
  - 苫小牧研究林
  - 檜山研究林
  - 和歌山研究林
- 岩手大学農学部附属寒冷フィールドサイエンス教育研究センター[3]
  - 御明神演習林
  - 滝沢演習林
- 東北大学大学院農学研究科附属複合生態フィールド教育研究センター[4]
  - 川渡フィールドセンター
- 山形大学農学部附属やまがたフィールド科学センター[5]
  - 上名川演習林
- 宇都宮大学農学部附属演習林[6]
  - 船生演習林
  - 日光演習林
- 東京大学大学院農学生命科学研究科附属演習林
  - 千葉演習林
  - 北海道演習林
  - 秩父演習林
  - 田無演習林
  - 生態水文学研究所
  - 富士癒しの森研究所
  - 樹芸研究所
- 東京農工大学農学部附属広域都市圏フィールドサイエンス教育研究センター[7]
  - FM多摩丘陵
  - FM草木
  - FM大谷山
  - FM唐沢山
  - FM秩父
- 筑波大学山岳科学センター[8]
  - 井川演習林
  - 八ヶ岳演習林
  - 筑波実験林

- 新潟大学佐渡自然共生科学センター[9]
  - 佐渡演習林
- 信州大学農学部附属アルプス圏フィールド科学教育研究センター[10]
  - 構内ステーション
  - 野辺山ステーション
  - 西駒ステーション
  - 手良沢山ステーション
- 静岡大学農学部附属地域フィールド科学教育研究センター[11]
  - 天竜ブランチ
  - 南アルプスブランチ
  - 富士ブランチ
- 名古屋大学大学院生命農学研究科附属フィールド科学教育研究センター[12]
  - 稲武フィールド
  - 設楽フィールド
- 岐阜大学応用生物科学部附属岐阜フィールド科学教育研究センター[13]
  - 柳戸試験林
  - 位山演習林
- 三重大学大学院生物資源学研究科附属紀伊・黒潮生命地域フィールドサイエンスセンター附帯施設演習林[14]
  - 平倉演習林
- 京都大学フィールド科学教育研究センター森林ステーション[15]
  - 芦生研究林
  - 北海道研究林 標茶区・白糠区
  - 和歌山研究林
  - 上賀茂試験地
  - 徳山試験地
  - 上白川試験地
- 京都府立大学農学部附属演習林
  - 大野演習林
  - 大枝演習林
  - 鷹峯演習林
  - 久多演習林
  - 日吉演習林
  - 梅ヶ畑演習林
- 奈良教育大学附属自然環境教育センター[16]
  - 奥吉野実習林
- 鳥取大学農学部フィールドサイエンスセンター森林部門[17]
  - 蒜山の森
  - 三朝の森
  - 伯耆の森
  - 湖山の森
- 島根大学生物資源科学部附属生物資源教育研究センター森林科学部門[18]
  - 三瓶演習林
  - 匹見演習林
  - 松江試験地
- 愛媛大学農学部附属演習林
  - 米野々森林研究センター実験林[19]
- 高知大学農学部附属暖地フィールドサイエンス教育研究センター[20]
  - 嶺北フィールド
- 九州大学農学部附属演習林[21]
  - 福岡演習林
  - 宮崎演習林
  - 北海道演習林
- 宮崎大学農学部附属自然共生フィールド科学教育研究センター[22]
  - 田野フィールド
- 鹿児島大学農学部附属演習林[23]
  - 高隈演習林
  - 佐多演習林
  - 桜島溶岩実験地
- 琉球大学農学部附属亜熱帯フィールド科学教育研究センター与那フィールド[24]
  - 与那演習林
  - 里山研究園
- 日本大学生物資源科学部附属演習林[25]
  - 北海道八雲演習林
  - 北海道長万部演習林
  - 水上演習林
  - 君津演習林
  - 藤沢演習林
- 東京農業大学地域環境科学部森林総合科学科[26]
  - 奥多摩演習林
  - 群馬分収林

- 玉川大学農学部附属総合生物環境情報センター森林科学部門[27]
  - 箱根自然観察林
- 龍谷大学先端理工学部環境生態工学課程[28]/里山学研究センター[29]
  - 瀬田隣接地 龍谷の森